# Desaparecer (película)
Desaparecer es una película peruana de drama y acción de 2016, dirigida por Dorian Fernández-Moris y producida por Chichi Fernández-Moris, ganadora del premio nacional CONACINE logrando el financiamiento para su realización. Está protagonizada por Ismael La Rosa, acompañado de los roles principales de Óscar Carrillo, Teddy Guzmán y Virna Flores. Además, cuenta con la participación especial de Gaby Espino.
Esta película de gran factura producida por AV Films, es realizada en Iquitos, Lima y Miami.
Se estrenó el 14 de mayo de 2016 a nivel nacional en Perú.

## Sinopsis
Misteriosas desapariciones están aterrorizando la selva peruana. En medio de un viaje, Milena (Virna Flores) también desaparece mientras realizaba una investigación confidencial. Su novio Giovanni (Ismael La Rosa) emprende una intensa búsqueda en el corazón de la Amazonía, en medio de peligros, aventuras y siniestras revelaciones. Todo mientras que el tiempo corre muy rápido y las pistas se agotan.

## Reparto
- Ismael La Rosa como Giovanni Echevarría.
- Virna Flores como Milena Vallejos.
- Óscar Carrillo como Capitán Ganoza.
- Teddy Guzmán como Teniente Gobernadora.
- Reynaldo Arenas como Benjamín Flores / Ignacio.
- Fernando Bacilio como Magno Joaquín.
- Eduardo Ramos como Ruben.
- Antonieta Pari como Esther / Alejandro.
- Mónica Sánchez como Fabiola / Sofía.
- Gaby Espino.
- Juan Luis Maldonado como Pepe Pacaya.
- Rolf Petermann como «El Gringo».
- Gianina Allison como Modelo.
- Herbert Asenjo como Juan.
- Grecia Avilés como Hija de motorista.
- Bruno Espejo como Programador.
- Michael Ferreyra como Sicario.
- Flor de María Huamán como Isabel.
- Rodrigo Inga como Sicario.
- Gerson Lecca como Niño Manatí.
- Rubén Manrique como Brigadista.
- Nathaly Mendoza como Jacky.
- Jesús Quiroz como Niño Manatí.
- Pierre Ramos como Sicario.
- Mabel Rivadeneira como Hija de Esther.
- Nicodemo Rivera como Motorista.
- Deidre Gia Roggers como Modelo.
- Theo Rojas como Brigadista.
- Olga Vargas como Doña Shoco.
- Martín Vega como Suboficial de bote.